# ماهی پرتو ایکس
ماهی پرتو ایکس (نام علمی: Pristella maxillaris) یا تترای ایکس ری نام یک گونه ای تترا از تیره کاراسینان است. این ماهی به‌دلیل شفاف بودن بدن به‌نام تترای ایکس ری نامیده میشود. این ماهی به طور وسیع در حوضه رودهای آمازون و اورینوکو و همچنین رودخانه های ساحلی کشور گویان در آبهای اسیدی و قلیایی یافت می شود. برخلاف اکثر تتراها، نسبت به آب کمی شور (و گاهی در آن یافت می شود) مقاوم است. اندازه آن کوچک (تا حدود ۵ سانتی متر) بوده و در گروه های بزرگ زندگی می کند. نرها کوچکتر و لاغرتر از ماده‌ها بوده و مانند اکثر تتراها، در درجه اول از حشرات کوچک و حیوانات پلانکتونی تغذیه می کند.